# 1-羟基菲
1-羟基菲（英語：1-Hydroxyphenanthrene）或叫1-羟菲，是一种菲酚和菲的人体代谢物，可以在暴露于多环芳香烃的人的尿液中检测到。
它还可以用作海洋鱼胆汁中多环芳香烃污染的标记物。
在菲生物降解的情况下，模型真菌雅致小克银汉霉产生1-羟基菲（菲1-O-β-葡萄糖）的糖苷共轭物。

## 与吸烟的关系
对于2-、3-和4-羟基菲和1-羟基芘，发现了与每天吸食的香烟有关的高度显着差异和剂量反应关系，但对于1-羟基菲则没有。